# Hans Hartung
Hans Hartung (Lípsia, 21 de setembro de 1904 — Antibes, 7 de dezembro de 1989) foi um pintor teuto-francês.

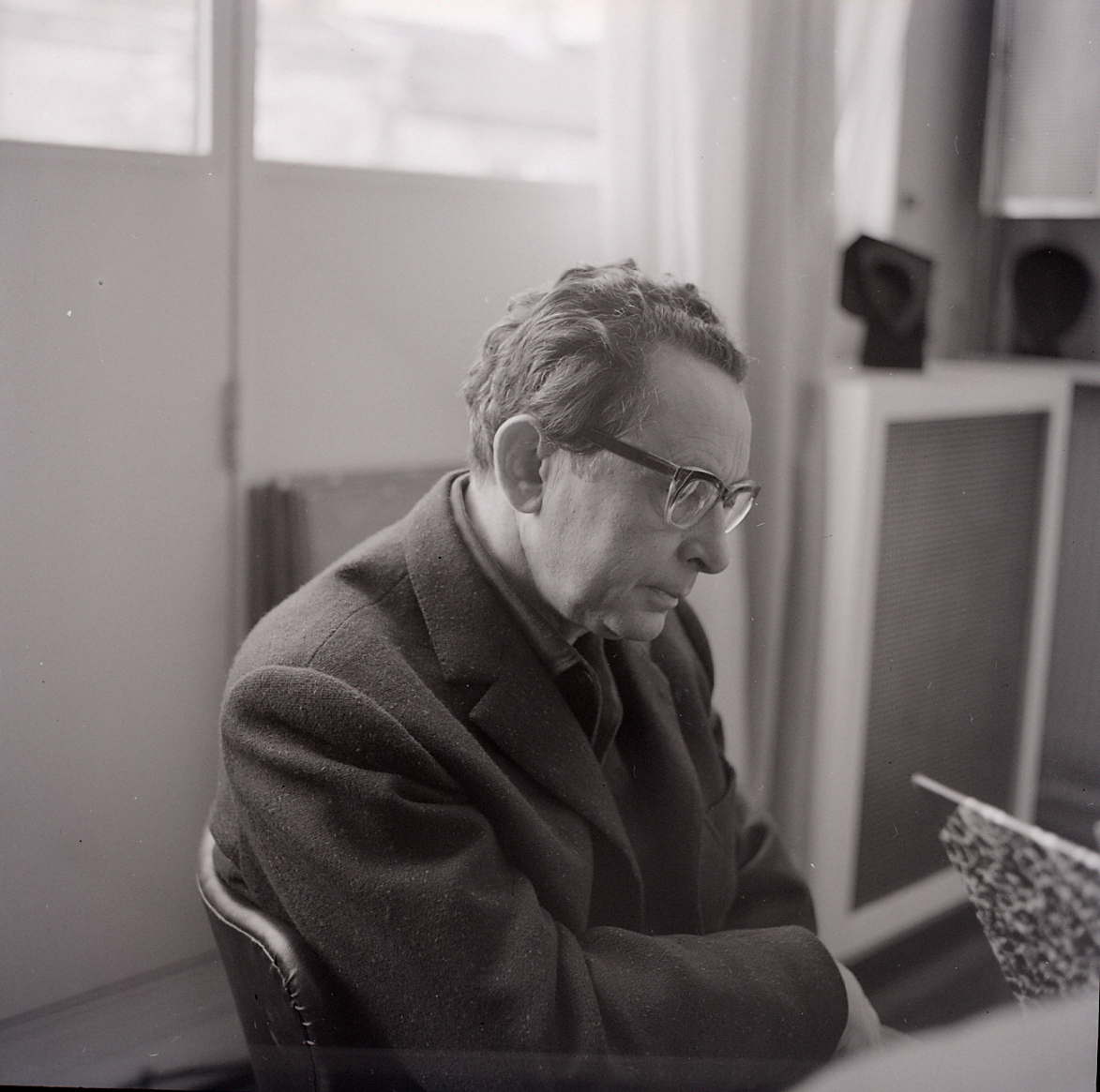
Hans Hartung, 1955.

## Biografia
Pintor germânico nascido em Leipzig, Alemanha, que desenvolveu a gestualidade e a linguagem do inconsciente e cuja obra tem sido chamada de abstracionismo lírico. Estudou em academias de arte de Leipzig e Dresden e desde cedo mostrou-se comprometido com a pintura não figurativa e com o gestualismo dedicou-se a experimentar diversos meios de impressionar a tela que lhe permitissem enriquecer a sua linguagem plástica. 
Antes de fazer sucesso com sua pintura abstrata, presente em suas primeiras obras, mudou-se para Paris (1935) tentando escapar do nazismo. Durante a segunda guerra mundial, alistou-se na Legião Estrangeira e lutou na África, sob as ordens do general De Gaulle. Aprisionado em um campo de concentração na Espanha, foi libertado no final da guerra e voltou à pintura abstrata e seguindo uma orientação contrária à técnica surrealista do automatismo. Após o sucesso de sua primeira exposição em Paris (1947), seguiram-se outras na Europa e Estados Unidos. Conquistou o grande prêmio da Bienal de Veneza (1960), e teve um salão inteiro do pavilhão francês dedicado a sua obra. Morreu em Antibes, França, deixando uma obra em cujos quadros demonstra uma liberdade interior, dando aos pretos diferenças de intensidade, transparência e consistência, que constituíram um fato sui-generis na arte moderna. 
Com Karl Friedrich Dahmen e Alfred Otto Wolfgang Schulze, foram os principais representantes alemães da arte informal, diretamente ligada ao grupo École de Paris, fundado no início da guerra (1940).